# 潘雲祥
潘雲祥（1544年—？），字瑞徵，號芦山，山西寧化守禦千戶所官籍直隸合肥縣人，明朝政治人物。

## 生平
嘉靖四十三年（1564年）甲子科山西鄉試第一名，隆慶五年（1571年）登辛未科會試第三百七十八名，第二甲第二十二名進士。户部觀政，授開州知州，萬曆四年（1576年）升户部员外郎，调兵部员外郎。五年养病，因星變降調，卒。

## 家族
曾祖父潘璟，正千戶、贈署都指揮僉事；祖父潘承爵，正千戶、贈署都指揮僉事；父潘高，布政司左叅議。母王氏（封安人）。慈侍下，是兵部尚书王琼的孙女。

## 參看
- 明朝解元列表

| 官衔          | 官衔                           | 官衔        |
| ------------- | ------------------------------ | ----------- |
| 前任： 陈允升 | 明朝開州知州 隆庆五年-萬曆四年 | 繼任： 王圻 |